# Gunnar Gunnarsson
Gunnar Gunnarsson (18. května 1889 Fljótsdalur – 21. listopadu 1975 Reykjavík) byl islandský spisovatel, který psal především dánsky (viz níže české překlady).

## Život
Gunnar pocházel ze zemědělské rodiny. Dříve, než dosáhl 17 let, publikoval dvě sbírky veršů v islandštině. Poté odešel do Dánska, kde se rozhodl stát profesionálním spisovatelem. Prožil dva nejisté roky jako student a spisovatel na volné noze (v Dánsku psal svá díla v dánštině). V roce 1912 vyšel první díl jeho románu Rod na Borgu, který se stal skandinávským bestsellerem. Další tři části byly vydány v letech 1912–1914. S manželkou Dane žil a psal v Dánsku do roku 1939, kdy se vrátil na Island. Stal se na několik let farmářem a současně psal, tentokrát v islandštině. V islandštině vydal dva romány a do islandštiny překládal svá původní díla, i když už existovaly překlady. V roce 1948 se přestěhoval do Reykjavíku, kde zůstal až do své smrti.

## Gunnarsson a Nobelova cena za literaturu
Gunnar Gunnarsson byl opakovaně nominován na Nobelovu cenu za literaturu, a to v letech 1918, 1921, 1922, 1955, 1960 a 1961.

## Dílo (česká vydání)
- Jon Arason (román, přeložil Josef Soukup; V Praze, Ladislav Kuncíř, 1934)
- Sedm dní temnoty (Salige er de enfoldige, román, přeložil Emil Walter; V Praze, F. Topič, 1934)
- Rod na Borgu (Borgslaegstens Historie, z dánštiny přeložila M. Polívková; V Praze, F. Topič, 1935–1936)
- Advent (z dánštiny přeložila Nina Neumannová; V Praze, Kalich, 1938 a 2017)
- Vikivaki (z dánštiny přeložila M. Lesná-Krausová; V Praze, Topičova edice, 1938)
- Šedivec (z němčiny přeložil Vladimír Procházka; Zlín, Tisk, 1945)
- Pokrevní bratři (z norského originálu „Edbrödre“ přeložil Oldřich Liška; Havlíčkův Brod, Jiří Chvojka, 1946)
- Brandur z Bjargu (román z Islandu, z dánštiny (Brandur paa Bjarg) přeložila Nina Neumannová-Neklanová, dřevoryt a grafická úprava Cyril Bouda; V Praze, Topičova edice, 1947)
- Bílý Kristus (Z dánštiny přeložila Marie Polívková; V Praze, Jos. R. Vilímek, 1948)